# زاهد السلطان

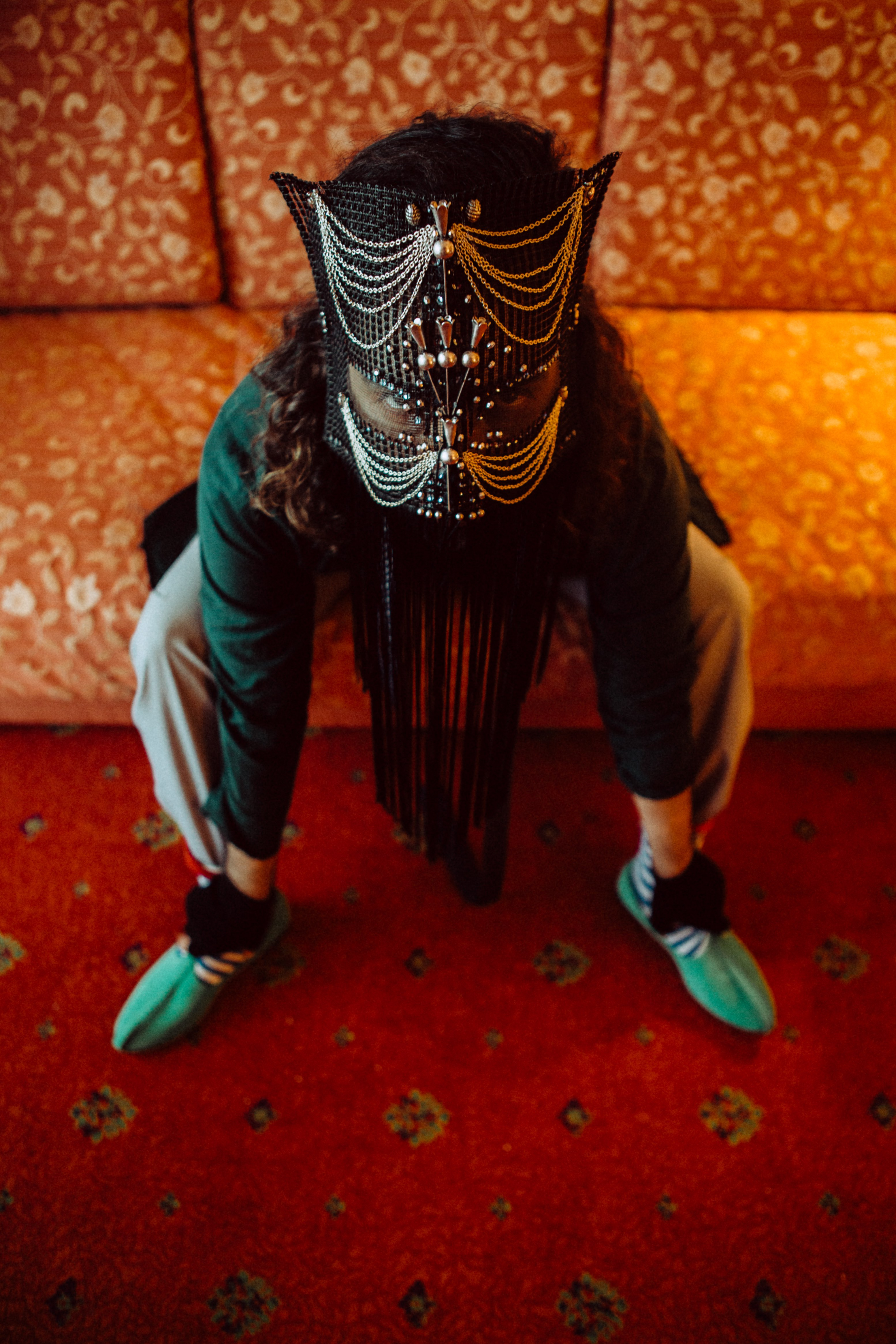

زاهد سلطان هو فنان وسائط متعددة، ومنتج ثقافي، وصانع أفلام، ورائد أعمال اجتماعي من أصول كويتي-هندية، يقيم في لندن، إنجلترا. قدّم أعماله الفنية على الصعيد الدولي. يشتهر سلطان بشكل خاص بعروضه الحية الصوتية والبصرية والرقصية.

## الموسيقى
بداياته المهنيه
بدأ سلطان مسيرته المهنية كمراهق، حيث عمل كدي جي في حفلات مختلطة ومنفصلة في الكويت. وخلال فترة دراسته الجامعية، عمل كمروج للملاهي الليلية في بوسطن، ماساتشوستس، في الولايات المتحدة. كتب سلطان أول مقطوعة موسيقية له باستخدام جهاز كمبيوتر وجهاز أخذ عينات تناظري من رولاند لبرمجة الأغنية وتسلسلها. وبعد عدة سنوات، ابتكر مجموعة صغيرة من الأعمال بعنوان "الوسيف" لمعرض محلي في الكويت وفاز بالمركز الثالث في مسابقة ريمكس انفولفير الخاصة بدي جي ساشا مع غلوبال أندرغراوند و إبلتون. تم توقيع ريمكس سلطان لاحقًا من قبل شركة إكسباندر التابعة لساشا على المسلسل التلفزيون سي إس آي: التحقيق في موقع الجريمة.
الإصدارات
أصدر سلطان ألبومه الأول "مرحباً أيها الخوف، لو الحب" في عام 2011، وعكست الموسيقى خلفيته الثقافية الخاصة. تم ترخيص أول أغنية فردية له، "رأيتها، وقعت في حبها"، لفيلم 11.6، من إخراج فيليب جودو. ظهرت أغنيته المنفردة الثانية، "أريدها ولكنني لا أريدها"، في مجموعة فندق كوستيس، المجلد 15 التي نالت استحسانًا دوليًا لستيفان بومبوناك، لتصبح أول أغنية حديثة من منطقة الخليج العربي تظهر في مجموعة موسيقية عالمية. عرضت قناة إم تي في إيجي الأغنية المنفردة الثالثة لسلطان، "المشي بعيدا"، وسلطت الضوء على سلطان كفنان ناشئ من الشرق الأوسط. تبع الألبوم سلسلة من الريمكسات لفنانين ناشئين.
في عام 2012، أصدر سلطان اي بي بعنوان "أعد استخدامي" لمعرض صديق للبيئة ينظمه في الكويت يسمى ري يوز. فازت أغنية "لايك ذيس" من اي بي بمراجعات إيجابية من قبل عدد من المجلات والمدونات عبر الإنترنت، مثل ذا آيست / ويست ساوند. في عام 2013، ظهر سلطان أيضًا على قناة أكاديمية اوو2 التلفزيونية في لندن، المملكة المتحدة.
في عام 2014، أصدر سلطان أغنية "غازي"، وهي أول أغنية من ألبومه الثاني "صوت العين"، والتي قدمت لمحة عن الصوت الإلكتروني البديل للتسجيل. وتبعتها أغنية ثانية بعنوان "الديمقراطية" في عام 2015، وتم إصدار الألبوم في جميع أنحاء العالم في ذلك الصيف. موسيقيًا، يصف سلطان الأغاني في الألبوم بأنها "تتمتع بالكثير من الملمس والجسد". في الألبوم، يغني في الغالب باللغتين العربية والإنجليزية. مع عناوين مثل "بدون"، الأغنية الثالثة المستوحاة من حياة الأشخاص عديمي الجنسية في الكويت، اتخذ سلطان مسارًا اجتماعيًا وسياسيًا مميزًا. ظهرت موسيقى الألبوم على هايب ماشين وأبرز فيلم قصير أصدرته شركة ريد بل صوته وتنسيق أدائه المباشر. "لتعزيز قائمة سلطان الموسيقية المتزايدة بسرعة"، في عام 2016 أصدر أغنية "كيك و باتر". "يخوض سلطان في نوع موسيقى الروك البديلة بطريقته الفريدة،" صوته في الأغنية "يشبه إلى حد ما صوت ملك السحالي نفسه، جيم موريسون من فرقة ذا دورز ."
في عام 2017، أصدر سلطان اي بي جلسات حوار، والتي تضمنت الدبلجة والريمكسات التجريبية لأغاني الغوص على اللؤلؤ التراثية من قبل المنتجين الناشئين من كينغستون ورام الله وبيروت وبومباي. في عام 2018، أصدر اي بي آخر لدعم فيلمه الوثائقي الموسيقي الأول، الاهتزازات. سجل اي بي في استوديوهات بوب مارلي توف غونغ في كينغستون، جامايكا، مع موسيقيين شباب من مشاهد الريغي والدانسهول. تضمن اي بي إصدارين فرديين، "ماما بامبا" (2017) و "قرد ريديم" (2018).
في عام 2020، أصدر سلطان أغنية "ليل"، وهي تحية سينمائية لأغنية الديسكو من السبعينيات "هل تحبني" للمجموعة اللبنانية عائلة بندلي، ومن خلال اتخاذ مسار أكثر قتامة وكآبة، اكتسبت الأغنية معنى أعمق للحب والخسارة. بعد فترة وجيزة، أصدر سلطان أغنية "أنا"، وهي أغنية بوب شعبية تعيد تصور أغنية "العربي العربي" للمغنية الأسطورية والشاعرة الراحلة من الصحراء الغربية مريم حسن . يضيف سلطان إيقاعات وإيقاعات ومركبات صوتية، ويغني مع مريم باللغة العربية للبناء على دعوات الحرية والوحدة. في متابعة لأغنية "أنا"، أصدر سلطان أغنية "مجنون هندي" في عام 2021، وهي أغنية حنين بوب وفيديو موسيقي عن تعرضه للتنمر لكونه نصف هندي أثناء نشأته في الكويت. في عام 2022، أصدر أغنية "دلال" و"دلال - موسيقى آلية"، وهي أغنية أعيد تصورها نسخة من أغنية "آشو"، وهي أغنية حفلات كويتية شهيرة من التسعينيات لفرقة ميامي. في الأغنية، يُعيد سلطان صياغة الكلمات واللحن في مقطوعة موسيقية حميمية على البيانو والأوركسترا، تستكشف مواضيع الفقد والانفصال عن الأحبة.
في عام 2023، أصدر سلطان اي بي ايل ريميكسيس، وهي مجموعة من ثلاث أغانٍ "ليل" و"مجنون هندي" و"دلال" والتي أعاد تصورها في مسارات رقص / نادي تأخذ المستمعين في رحلة عبر صوت الحنين إلى موسيقى البوبللفنان.
في مقابلة مع لندن لايف، وصف سلطان موسيقاه بأنها "إلكترونية بديلة"، مستخدمًا الآلات الموسيقية الحية والموسيقى الإلكترونية "لدمج تلك العوالم في أجواء حية وإخفاء الحدود بين التناظري والرقمي". يستمر سلطان في تطوير أسلوبه الموسيقي وأدائه باستخدام نهج متعدد التخصصات. "يتجلى إبداعه في ذخيرة لا تنتهي من الأقنعة الرائعة، كل منها فنٌّ قائم بذاته."
أداءه الحي
يركز سلطان بشكل كبير على التعاون، في الاستوديو وأثناء الأداء المباشر. لقد عمل مع فنانين ناشئين وراسخين من جميع أنحاء العالم، بما في ذلك أوروبا وآسيا وأمريكا الشمالية في مشاريع الوسائط المتعددة المختلفة.
في عام 2015، شارك سلطان في مشروع دوغ أيتكين "من محطة إلى محطة: فعالية لمدة 30 يومًا" في مركز باربيكان بلندن ، المملكة المتحدة، ضمن فعاليات مهرجان شباك. وخلال إقامة قصيرة في المعرض، ابتكر سلطان "تجربة غامرة"، مستوحيًا من عروض حية سابقة وموسيقى قدمها فنانون من مختلف التخصصات. وفي العام نفسه، أصدرت شركة "ذا فينيل فاكتوري" فيلمًا قصيرًا عن المشروع.
ومن المشاريع الأخرى التي تسلط الضوء على أسلوب سلطان في الأداء الحي مشروعه "حوار" الذي يعيد تصور موسيقى الغوص التقليدية لصيد اللؤلؤ من منطقة الخليج العربي. تم تطوير "حوار" في الشارقة عام 2016 ثم أعيد إنتاجه في دبي عام 2017، لبدء فعاليات عطلات نهاية الأسبوع في آر بي أم آا الافتتاحية في المنطقة العربية. كما عرض سلطان فيلمًا قصيرًا متعلقًا بالمشروع، إلى جانب مقابلة متعمقة مع آر بي أم آا تناقش الغرض النفعي لموسيقى الغوص بحثًا عن اللؤلؤ، وتطور الأشكال ذات الصلة في الخليج العربي وكيفية الاحتفال بالتنوع الثقافي دون أن تكون متشددًا. في نفس العام، تم تكليف زاهد بإعادة تصور وأداء موسيقى البر والجبل والبحر من عمان بدعم من فنانين محليين ودوليين. أصدرت غرفة المرجل 4:3 فيلمًا قصيرًا عن المشروع في عام 2018. تم تضمين الفيلم أيضًا في معرض المكان الذي أسميه موطني، الذي جال في مدن في المملكة المتحدة والخليج العربي من عام 2019 إلى عام 2020. يواصل سلطان تطوير وأداء الحوار في مختلف الأشكال الصوتية والمرئية والرقصية في الشرق الأوسط، شمال إفريقيا، المملكة المتحدة وأوروبا.
في عام 2019، قدم سلطان مشروع ساوند باث في لندن "لاستكشاف إمكانية أن تكون الموسيقى الإلكترونية مصدرًا للشفاء".
إنتاجه الموسيقي
بالإضافة إلى مشاريعه الخاصة، عمل سلطان كمنتج موسيقي للمغنية وكاتبة الأغاني السعودية تامتام، في أول أغنية فردية لها / ريمكسات اي بي ليتل جيرل في عام 2012 و اي بي جايمز في عام 2014.
في عام 2017، ساهم سلطان في اي بي شانيرا للملحنة والفنانة المفاهيمية فاطمة القادري بصفته مهندس تتبع الصوت للألبوم في استوديو التسجيل الخاص به في الكويت، مما ساهم في "مساحة آمنة حيث يمكنهم أن يكونوا مرتاحين".
في عام 2020، أنتج سلطان أغنيتين "كونترول" و"واي وتد" لأول ألبوم اي بي للفنان اليمني /البريطاني انتيبينت بعنوان ماذا أنت على استعداد للقيام به.

## الفيلم
بعد إصدار مقاطع فيديو موسيقية وأفلام قصيرة بين عامي 2011 و2017، أكمل سلطان فيلمه الوثائقي الأول، " فايبريشنز"، في عام 2018، والذي شارك في إخراجه وأنتجه تنفيذيًا. يتتبع الفيلم رحلة سلطان وهو يعيد تصور الموسيقى التراثية من الكويت في شكل تبادل ثقافي مع موسيقيين شباب في كينغستون، جامايكا، مع التأكيد على الدور الذي لعبته التحديات الاجتماعية والسياسية في تشكيل مجتمع نابض بالحياة وإبداعي في البلاد اليوم.  حصل فيلم فايبريشنزعلى عروض خاصة في لندن والكويت في عام 2018، وتضمن كل منها عرضًا قصيرًا وجلسة أسئلة وأجوبة مع الجمهور. كما عُرض فيلم فايبريشنز في مهرجانات الأفلام ودور السينما المستقلة من عام 2018 إلى عام 2019 وحصل على جوائز في مهرجان الأفلام الاسكندنافي الدولي ومهرجان هيوستن الدولي للأفلام والفيديو والاختيارات الرسمية من مهرجان برايتون روكس السينمائي ومهرجان أمستردام الدولي لصانعي الأفلام.
يواصل سلطان إصدار الأفلام القصيرة من خلال عمله في الأداء الحي والثقافة.

## الثقافة
أثناء تطوير مسيرته الموسيقية، ركز سلطان على الوعي البيئي. ويمكن إرجاع ذلك إلى معرض أنشأه في عام 2007 بعنوان ري يوز، والذي روّج للحياة الصديقة للبيئة من خلال الفن. وقد تضمنت إصدارات مختلفة من المعرض مواهب ناشئة من الكويت إلى فنانين عالميين مشهورين مثل حسن حجاج وخوسيه جونزاليس. في عام 2016، أعاد سلطان توجيه تركيز المعرض "لإنشاء مساحة للفنانين والجمهور للتفاعل باستخدام الوسائط الرقمية، مع التركيز على الضوء والصوت والأداء البدني." تم تقديم ري يوز في دبي في عام 2017 ومؤخرًا في المركز العلمي في الكويت في عام 2019 "لإتاحة الفرصة للناس للتحقيق واتخاذ قراراتهم الخاصة بشأن القضايا البيئية المعقدة."
في عام 2019، تم تكريم سلطان بجائزة الصحة والسلامة والبيئة من شركة الصناعات البترولية المتكاملة الكويتية (كيبيك) لعمله في السعي إلى رفع الوعي البيئي في المنطقة. يقول سلطان: "يتعلق الأمر بتربية نوع من المواطنين الذين يدركون بصمتهم على النظام".
كما أُشير إلى سلطان بأنه "صناعة الموسيقى الكويتية المكونة من رجل واحد" و"الرجل الذي يدفعها للأمام بمفرده". في عام 2014، جمع مشهدًا صوتيًا لمعرض التصميم المتنقل بعنوان إسلاموبوليتان والذي عرض موسيقى معاصرة من الشرق الأوسط، والذي عُرض في الشارقة وإسطنبول وميلانو والكويت. في عام 2015، أنشأ سلطان مهرجان الموسيقى الكويتي الصاعد مع ريد بول لعرض الموسيقى الناشئة من العالم العربي وما بعده. على مر السنين، استضاف المهرجان فنانين من جنوب آسيا والشرق الأوسط وشمال إفريقيا وأوروبا والمملكة المتحدة والولايات المتحدة مثل جوس ستون و أتش في أو بي. واجه المهرجان رد فعل عنيف من الجمهور في عام 2019 عندما دُعيت الفرقة اللبنانية مشروع ليلى للأداء "على أساس أنهم" يروجون للمثلية الجنسية "وهو أمر مدان بشدة". في عام 2017، دُعي سلطان من قِبل مدونة الموسيقى البريطانية ستامب ذا واكس لإنشاء دليل مدينة لأماكنه المفضلة في الكويت، إلى جانب مزيج موسيقي من المواهب الناشئة من البلاد. "يساهم زاهد في تنمية مشهد الموسيقى المستقلة الفريد في الكويت ووضع المدينة العربية على خريطة مشهد الموسيقى البديلة الدولي." في عام 2020، قدم سلسلة جديدة من الإيقاع والشعر تسمى جووت لتسليط الضوء على الفنانين الذين يشكلون الثقافة والمجتمع.
سلطان "لا يخشى التعبير عن نفسه من خلال وسائل ووسائط مختلفة تمامًا". في لندن، اهتم "بخلق مساحة للأشخاص القادمين من مجتمعات ذات أصوات مهمشة للالتقاء". طور برنامج إقامة ومهرجانًا متعدد الفنون عام 2019 يسمى هارمسي لتضخيم أصوات الشرق الأوسط وجنوب آسيا في المدينة. يعمل هارمسي كمحفز للمشاركة بين الثقافات، ويخلق مساحة آمنة للفنانين لاستكشاف الأنظمة الاجتماعية المتقاطعة (العرق والجنس والطبقة والإثنية) الموجودة داخل مجتمعاتهم. بالإضافة إلى أنشطته في عام 2020، ينظم هارمسي أيضًا "محاضرات ومنشورًا يتعمق في الموضوعات التي يتناولها برنامج الإقامة والمهرجان". عند الانتهاء من "المجموعة الجريئة من القصص الضرورية التي تتراوح من مواضيع جماعة الميم إلى العرق والثقافة والدين"، وقع سلطان الكتاب مع شركة نشر دولية ممولة جماعيًا في المملكة المتحدة، ان باوند. في عام 2022، تم إصدار كتاب هارمسي في جميع أنحاء المملكة المتحدة في المكتبات المادية وعبر الإنترنت باعتباره "خطابًا يسلط الضوء على العديد من خطوط الصدع الداخلية والصراعات والتناقضات في الهوية والمجتمع". في نفس العام الذي أنشأ فيه سلطان المنشور، أسس كومان لجمع مشاريعه الثقافية تحت مظلة واحدة "بموضوع شامل لبناء المجتمع، ولمس أكثر من معنى في وقت واحد". في عام 2021، قدمت كومان خدمة اشتراك بأسعار معقولة عبر موقعها على الويب؛ حيث تقدم منحًا ودورات ومقاطع فيديو والمزيد لمشاركة ما تعلموه وتقريب الناس من القصص والممارسات الشخصية لأصوات بي اي بي او سي.
يشارك سلطان أيضًا في المؤتمرات لمشاركة أعماله وخبراته مع جمهور أوسع. في عام 2016، كان سلطان أحد أعضاء اللجنة في مهرجان سي/او بوب في كولونيا بألمانيا، حيث ناقش ريادة الأعمال الثقافية وكيفية التعلم من صناعة الموسيقى الإبداعية. وفي العام نفسه، قدم سلطان محاضرة أداء في مؤتمر نقاط في الكويت بعنوان معهد المستقبل. وفي عام 2017، قدم سلطان محاضرة في مؤتمر ستيب للموسيقى في دبي حول الإلهام وراء مشروعه الموسيقي التقليدي للغوص بحثًا عن اللؤلؤ، وهو مشروع حوار. في عام 2019، سافر سلطان إلى سيدني بأستراليا للمشاركة في حلقتين نقاش في اس ام سي، الثورة الإلكترونية في الشرق الأوسط وشمال إفريقيا والتحول النظامي: تحويل الاستدامة من الكلمة الطنانة إلى الواقع. وفي عام 2021، شارك سلطان كعضو مجلس إدارة في مؤتمر ام دي لي بيست اكس دي الموسيقي الافتتاحي في الرياض بالمملكة العربية السعودية وكعضو في لجنة نقاش حول الموسيقى والأفلام: استكشاف ما وراء البحر الأحمر. في عام 2023، كان سلطان أحد المشاركين في جلسة نقاشية في صالون القلم الإنجليزي الأدبي في معرض لندن للكتاب بعنوان " إنشاء مجتمع الكتابة في عام 2023" وناقش "بعض الحواجز والتحديات التي يواجهها الكتاب اليوم، وكيف يمكنهم استخدام أصواتهم وخبراتهم ومنصاتهم لدعم الآخرين في مهنتهم".

## التأثير الاجتماعي
في عام 2008، شارك سلطان في تأسيس منظمة اي ان. في، وهي منظمة تعمل على حشد وربط صناع التغيير لمعالجة تحديات المجتمع بفعالية وتعاون، بهدف طويل الأمد يتمثل في بناء مجتمع أكثر تعاطفًا وابتكارًا واستدامة. وكجزء من مهمتها لتعزيز تأثير القطاع المدني في الكويت، تُنشئ اي ان. في مساحات شاملة لأعضاء المجتمع للالتقاء وتبادل المعرفة وزيادة التنسيق وتحفيز التعاون، "لتوعية المواطنين بأثرهم على المجتمع". "لدى اي ان. في عدد من البرامج التي تهدف إلى التأثير على المجتمع الكويتي نحو الأفضل"، ومن خلال جمع البيانات وتحليلها بشكل مستمر، تستجيب المنظمة لاحتياجات وتطلعات صناع التغيير المحليين و"توفر منتدى للأفكار والآراء، وتتطرق بشجاعة إلى قضايا تُعتبر محرمة أو نادرًا ما تُذكر في دول الشرق الأوسط".
من الأمثلة على ذلك برنامج "استيقظ"، الذي يجمع أفرادًا من خلفيات متنوعة للتفكير بإبداع في القضايا الاجتماعية في الكويت. ومن خلال أنشطة مثل مهرجان بناء المجتمع والنقاشات التشاركية، يهدف ' استيقظ " إلى "خلق مساحة شاملة لمختلف شرائح المجتمع، حيث يُمكنهم التعبير عن آرائهم". وفي محاولة لتسليط الضوء على القصص المخفية، أطلقت اي ان. في عام 2020 مشروع " حكايات الأحياء: الكويت في ظل الإغلاق " لتوثيق تجارب سكان الكويت خلال جائحة كوفيد-19، مع التركيز على "المجتمعات الأكثر تضررًا" من خلال "مجموعة مميزة من القصص المباشرة من أشخاص من مختلف الأحياء والفئات الاجتماعية والاقتصادية والثقافات".

## الحياة الشخصية
والد سلطان، غازي سلطان، من الكويت ودرس في جامعة هارفارد تحت إشراف مؤسس باوهاوس والتر غروبيوس واستمر في المشاركة في تأسيس واحدة من أكبر شركات الهندسة المعمارية في الشرق الأوسط. كما شارك في تأسيس معرض رائد للفن العربي الحديث، معرض سلطان. والدته، أرونا سلطان، من الهند وهي مصممة مناظر طبيعية، "دافعت عن حق المرأة في العمل على متن الخطوط الجوية الهندية في وقت كانت فيه المهنة تعتبر مشينة". لدى سلطان شقيقان، نادر سلطان وطاهر سلطان.

## ديسكوغرافيا
| عنوان                         | سنة  | يكتب            |
| ----------------------------- | ---- | --------------- |
| مرحباً أيها الخوف، لو لوف      | 2011 | ألبوم الاستوديو |
| صوت العين                     | 2015 | ألبوم الاستوديو |
| مرحبا الخوف، لو الحب ريمكس EP | 2011 | اي بي           |
| أعد استخدامي                  | 2012 | اي بي           |
| جلسات الحوار                  | 2017 | اي بي           |
| الاهتزازات                    | 2018 | اي بي           |
| "كعكة وزبدة"                  | 2016 | أعزب            |
| "ليل"                         | 2020 | أعزب            |
| "أنا" (بمشاركة مريم حسن)      | 2020 | أعزب            |
| "مجنون هندي"                  | 2021 | أعزب            |
| "دلال"                        | 2022 | أعزب            |
| الريمكسات                     | 2023 | اي بي           |
| "فتاة صغيرة" من تأليف تامتام  | 2012 | كمنتج           |
| "ألعاب" من تأليف تامتام       | 2014 | كمنتج           |
| "شنيرة" لفاطمة القادري        | 2017 | كمهندس          |
| "التحكم" بواسطة انتيبينت      | 2020 | كمنتج           |
| "واي وتد" من تأليف انتيبينت   | 2020 | كمنتج           |

## فيلموغرافيا
| عنوان                        | سنة       | دور                             | النوع        |
| ---------------------------- | --------- | ------------------------------- | ------------ |
| أريدها ولكنني لا أريدها      | 2011      | منتج، مخرج                      | فيديو موسيقي |
| مثل هذا (ها-كا-ثا)           | 2012      | منتج، مخرج                      | فيديو موسيقي |
| صوت العين                    | 2014      | منتج، محرر مشارك                | فيلم قصير    |
| صدى                          | 2015      | منتج                            | فيلم قصير    |
| الحدود                       | غير منشور | منتج                            | فيلم قصير    |
| كعكة وزبدة                   | 2017      | محرر مشارك                      | فيديو موسيقي |
| هيوار                        | 2017      | منتج ومخرج مشارك                | فيلم قصير    |
| الاهتزازات                   | 2018      | المنتج التنفيذي والمخرج المشارك | فيلم وثائقي  |
| حوار؛ إعادة تصور موسيقى عُمان | 2018      | مخرج                            | فيلم قصير    |
| توتر                         | 2019      | مخرج                            | فيلم قصير    |
| الحرام                       | 2020      | مخرج ومحرر                      | فيلم قصير    |
| ليل                          | 2020      | منتج، مخرج                      | فيديو موسيقي |
| مجنون هندي                   | 2021      | منتج، مخرج، محرر                | فيديو موسيقي |
| خلف الموسيقى                 | 2023      | منتج، محرر مشارك                | فيلم قصير    |

## روابط خارجية
- الموقع الرسمي.